# Diana Peñalver
Diana Peñalver (* 1965) ist eine spanische Schauspielerin.

## Leben
Diana Peñalver trat zunächst am Theater auf. Seit Anfang der 1980er Jahre war sie auch in spanischen Film- und Fernsehproduktionen zu sehen. Nachdem Regisseur Peter Jackson sie in Fernando Truebas Film Das Jahr der Aufklärung (1986) gesehen hatte, besetzte er sie 1992 in seiner Splatterfilm-Persiflage Braindead als Paquita María Sánchez an der Seite von Timothy Balme. Die Rolle in diesem später zum Kultfilm avancierten Werk machte Peñalver auch einem internationalen Publikum bekannt.
Von 1991 bis 1992 übernahm Peñalver in der Fernsehserie Las chicas de hoy en día die Rolle der Charo Baena. Später folgten Rollen in Fernsehserien wie Mediterráneo (1999–2000) und El comisario (2008). 2020 war Peñalver in der Miniserie Die Schergen des Midas als Amparo zu sehen.

## Filmografie (Auswahl)
- 1983: Y del seguro… líbranos Señor!
- 1984: Der Fall Almeria (El caso Almería)
- 1985: Futuro imperfecto
- 1985: Veraneantes (Fernsehserie, 5 Episoden)
- 1985: Vater unser (Padre nuestro)
- 1985: Extramuros
- 1986: Tiempo de silencio
- 1986: Turno de oficio (Fernsehserie, 1 Episode)
- 1986: Das Jahr der Aufklärung (El año de las luces)
- 1987: Clase media (Fernsehserie, 1 Episode)
- 1987: El pecador impecable
- 1987: El Lute (camina o revienta)
- 1987: Moros y cristianos
- 1987–1988: Federico Garcia Lorca – Der Tod eines Dichters (Lorca, muerte de un poeta, Fernsehserie, 4 Episoden)
- 1988: El juego más divertido
- 1988: Esa cosa con plumas
- 1989: Lobon – Wilderer der Sierra (El mundo de Juan Lobón, Miniserie, 1 Episode)
- 1989: Der Torero (Juncal, Fernsehserie, 2 Episoden)
- 1989: El olivar de Atocha (Fernsehserie, 6 Episoden)
- 1989: Die Dinge der Liebe (Las cosas del querer)
- 1990: Die Frau deines Lebens – Die Raffinierte (La mujer de tu vida, Fernsehserie, 1 Episode)
- 1990: Fantômes en héritage (Fernsehvierteiler)
- 1991–1992: Las chicas de hoy en día (Fernsehserie, 26 Episoden)
- 1992: Braindead
- 1994: Habitación 503 (Fernsehserie, 1 Episode)
- 1994: Canción de cuna
- 1995: Todos a bordo (Fernsehfilm)
- 1996: A tiro limpio
- 1996: Fotos
- 1999–2000: Mediterráneo (Fernsehserie, 13 Episoden)
- 2000: Raquel busca su sitio (Fernsehserie, 1 Episode)
- 2003: Hospital Central (Fernsehserie, 1 Episode)
- 2003: Acosada
- 2005: Beneath Still Waters
- 2008: Física o química (Fernsehserie, 1 Episode)
- 2008: El comisario (Fernsehserie, 13 Episoden)
- 2013: Cuéntame Cómo Pasó (Fernsehserie, 1 Episode)
- 2018: Amar en tiempos revueltos (Fernsehserie, 2 Episoden)
- 2020: Die Schergen des Midas (Los favoritos de Midas, Miniserie, 3 Episoden)
- 2021: The Nanny’s Night